# موش صحرایی ژاپنی بزرگ
موش صحرایی ژاپنی بزرگ (نام علمی: Apodemus speciosus) نام یک گونه از تیره موشان است.